# Burgstall Kissing
Der Burgstall Kissing ist eine hochmittelalterliche Turmhügelburg (Motte) auf der Lechleite südöstlich von Altkissing (Landkreis Aichach-Friedberg / Regierungsbezirk Schwaben) in Südbayern.
Auf dem Plateau der Hauptburg wurde im 17. Jahrhundert eine barocke Wallfahrtskapelle erbaut. Die nördliche Vorburg gestaltete man im 19. und 20. Jahrhundert zum Kreuzweg und zur Kriegergedächtnisstätte um.

## Geschichte
Die kleine Turmhügelburg dürfte um 1000 herum errichtet worden sein und war der Sitz der Herren von Kissing, die 1085 mit Adalbero de Chissingin erstmals urkundlich genannt wurden.
Das Gebiet um Kissing war damals größtenteils im Besitz der Welfen (1070–1180 Herzöge von Bayern), die das direkt vor den Toren der Bischofsstadt Augsburg gelegene Gebiet um Kissing und Mering als idealen Ausgangspunkt für ihre Angriffe auf das Territorium der Bischöfe nutzen konnten. Welf IV. gelang gar 1084, 1088 und 1093 die Einnahme Augsburgs. Die große, ursprünglich welfische Burg Mergenthau liegt nur drei Kilometer nördlich auf der Lechleite (heute Schlossgut).
Inmitten dieses welfischen Besitzes saßen die edelfreien Kissinger Burgherren auf ihrer eher bescheidenen Burg. Die ungünstige Lage im direkten Einflussbereich der mächtigen Welfen und des Hochstiftes Augsburg dürfte wohl einen weiteren Territorialausbau dieser Familie unmöglich gemacht haben.
Die Burg wurde wohl noch im Hochmittelalter verlassen, aufgefundene Materialreste deuten jedoch auf einen steinernen Ausbau (um 1200) der ursprünglich wohl als Holz- oder Fachwerkkonstruktion begonnenen Aufbauten hin.  Die Gründe der Aufgabe der Burg liegen im Dunkeln, auch zur weiteren Geschichte der Familie der Burgherren gibt es keine Überlieferungen.
Bereits 1498 sprechen Schriftquellen vom „Burgkstal“ Kissing, die Innenfläche der Vorburg diente damals als Acker (uf dem Nideren Burgstal).
1907 gestaltete die Kirchengemeinde die Vorburg zum Kreuzweg und Kalvarienberg um. Die gusseisernen Kreuzwegstationen wurden allerdings bereits Ende des 19. Jahrhunderts aufgestellt.
1922 errichtete man in der Mitte ein Ehrenmal für die Gefallenen und Vermissten des Ersten Weltkrieges. Seit 1956 erinnert das Denkmal auch an die Opfer des Zweiten Weltkrieges.

## Beschreibung

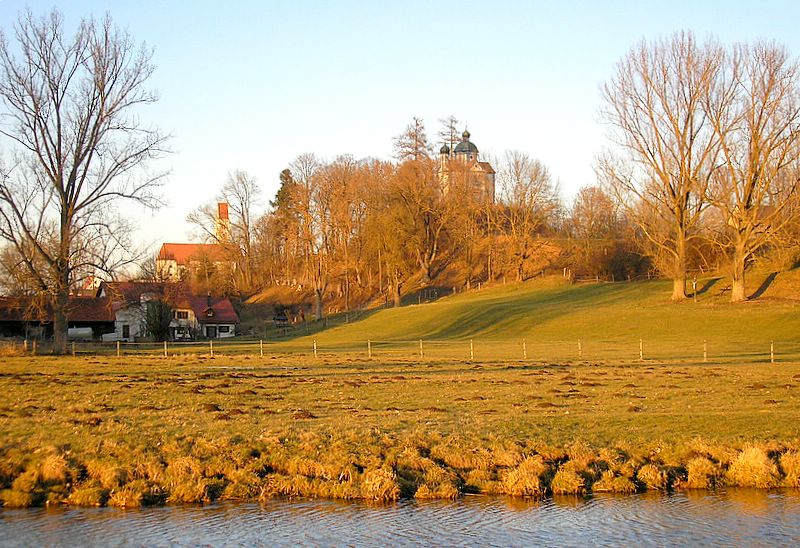
Die Burg auf der Lechleite, im Hintergrund die Pfarrkirche St. Stephan

Der Burgstall liegt über der zugehörigen, bis heute erhaltenen Burgmühle auf dem Lechrain südlich der Pfarrkirche. Dem steilen Erdkegel der Hauptburg ist nördlich eine kleine, durch einen mäßig tiefen Abschnittsgraben abgetrennte Vorburg vorgelagert, deren Außengräben heute noch etwa 1,5 bis 3 Meter tief erhalten sind. Eine weitere, größere Vorburg scheint südlich vorgelagert gewesen zu sein. Das ehemals wahrscheinlich ebene Plateau fällt heute durch Erdfluss nach Westen ab. Die Außengräben sind verfüllt.
Der Turmhügel ist etwa acht Meter hoch und hat die Form einer abgestumpften Pyramide, das Gipfelplateau misst ungefähr 12 mal 18 Meter. Der Höhenunterschied zum Talboden des Lechfeldes beträgt hier fast 30 Meter. Noch heute gewährt der Burghügel eine umfassende Rundumsicht, im Süden sieht man bei guter Sicht die Alpenkette von Kufstein bis nach Vorarlberg aufragen, im Nordwesten liegt das nahe Augsburg, im Westen begrenzt der Naturpark Augsburg-Westliche Wälder den Blick. Ostwärts liegen kleine, altbayerische Dörfer zwischen den sanften Hügeln.
Der Erdkegel der Hauptburg war im Hochmittelalter auf halber Höhe von einer Mauer mit wohl vier Bastionen umgeben, wie Luftbilder (Otto Braasch, 1981) eindeutig belegen. Die Ausbruchsstellen der Fundamente der beiden südlichen Basteien zeichnen sich deutlich vom Untergrund ab. Gegen die Hochfläche wird der Turmhügel durch den vorgelegten Graben abgetrennt, nach Westen bot der Steilhang genügend Schutz.
Durch die gute Erhaltung ihrer Erdwerke und die uneingeschränkte Zugänglichkeit ist die kleine Burganlage eines der anschaulichsten Beispiele einer Hochmotte in Süddeutschland. Der an Stelle des Hauptturmes errichtete, turmartige Kapellenbau vermittelt zudem einen Eindruck von der optischen Wirkung einer solchen frühen Adelsburg.
Im näheren Umkreis finden sich noch einige weitere hochmittelalterliche Turmhügel. Nur wenige hundert Meter nördlich sind auf dem Fuchsberg die Reste einer solchen Burganlage (Burgstall Fuchsberg) erhalten. Am Ortsrand des sechs Kilometer östlich gelegenen Bachern liegt sogar ein Gegenstück des Kissinger Erdkegels auf einem Höhenzug (Burgstall Bachern).
Das Bayerische Landesamt für Denkmalpflege verzeichnet das Bodendenkmal als mittelalterlichen Burgstall unter der Denkmalnummer D 7-7731-0003.

## Burgstallkapelle

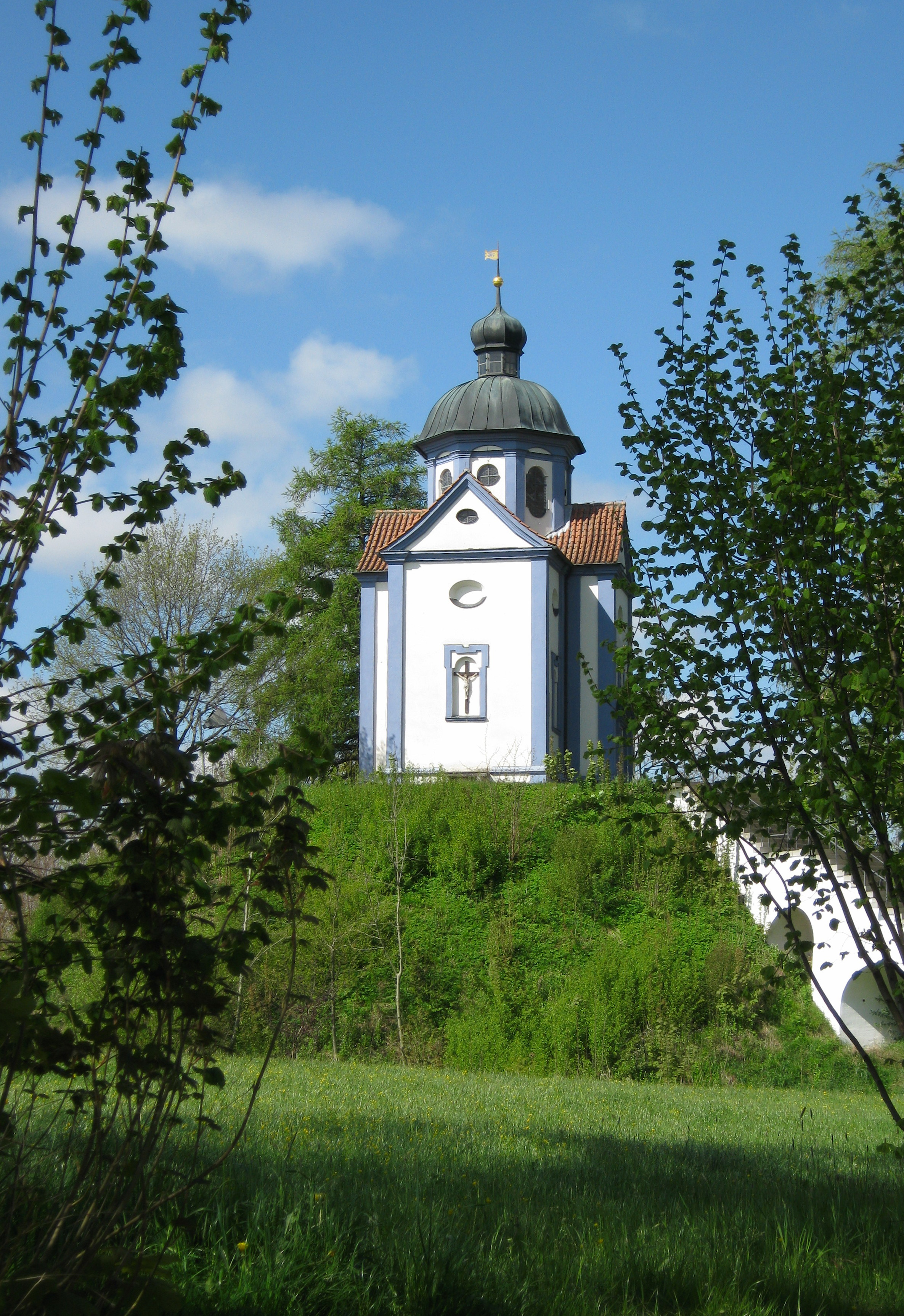
Burgstallkapelle

Das geräumige Plateau der Hauptburg wurde ab 1681 im Auftrag der Jesuiten mit der kreuzförmigen Burgstallkapelle zur Schmerzhaften Muttergottes überbaut. Die Pläne des Neubaues werden  manchmal dem Münchner Meister Giovanni Antonio Viscardi zugeschrieben. Die kirchliche Weihe als eines der ersten Barockbauwerke der Gegend erfolgte 1685.
Der kuppelgekrönte Barockbau ersetzte eine ältere, 1641 als Martersäule erwähnte Andachtsstätte. Ein Teil des zugehörigen gemauerten Bildstockes wurde in die Mensa des Kapellenaltares integriert.
Der Barockaltar mit dem Gnadenbild wird durch ein prächtiges, schmiedeeisernes Gitter (1751) vom Laienraum abgetrennt. Das ursprüngliche Gnadenbild verbrannte 1790, die heutige Schmerzhafte Mutter Gottes ist eine Nachbildung aus dem 19. Jahrhundert (um 1860). Der doppelsäulige Gnadenaltar ist das Werk des Augsburger Hofbildhauers Ignatius Verhelst (um 1762). Bemerkenswert sind die beiden gotisierenden Statuen (um 1658/59) der heiligen Stephanus und Laurentius, die ursprünglich in der nahen Pfarrkirche standen. Die Figuren werden David Degler aus Weilheim in Oberbayern zugeschrieben. Der Autor des 2007 erschienenen neuen Kissinger Kirchenführers datiert die beiden Figuren allerdings ins frühe 16. Jahrhundert.
Die Kapelle wurde später mehrmals verändert und im Inneren mit Emporen versehen. Gründe für diese Veränderungen waren der wachsende Zustrom von Wallfahrern und ein Brand nach einem Blitzschlag von 1790. Der Wessobrunner Stuck der Erbauungszeit wurde um 1731 durch Bandelwerk ergänzt. Die Fresken (um 1735) zeigen unter anderem die "Verkündigung" und die "Flucht nach Ägypten".
Aus dem 18. und 19. Jahrhundert sind einige Einbrüche und Diebstähle überliefert. Zeitweilig musste gar ein Wächter auf der Empore übernachten.
In den Jahren 1982 bis 1984 wurde das akut einsturzgefährdete Gotteshaus aufwändig renoviert und ist tagsüber meist geöffnet. Die Sanierung des Kissinger Wahrzeichens konnte nur durch die ehrenamtliche Mithilfe engagierter Bürger durchgeführt werden. Insgesamt wurden 2772 freiwillige Helferstunden erbracht.
Den Aufgang zur Kapelle bildet eine dreibogige Backsteinstiege, unter dem ersten Bogen befindet sich eine ältere Gruft-Kapelle mit einer barocken Statue des "Christus an der Geißelsäule" von Joh. Caspar Öberle (1743).

## Literatur

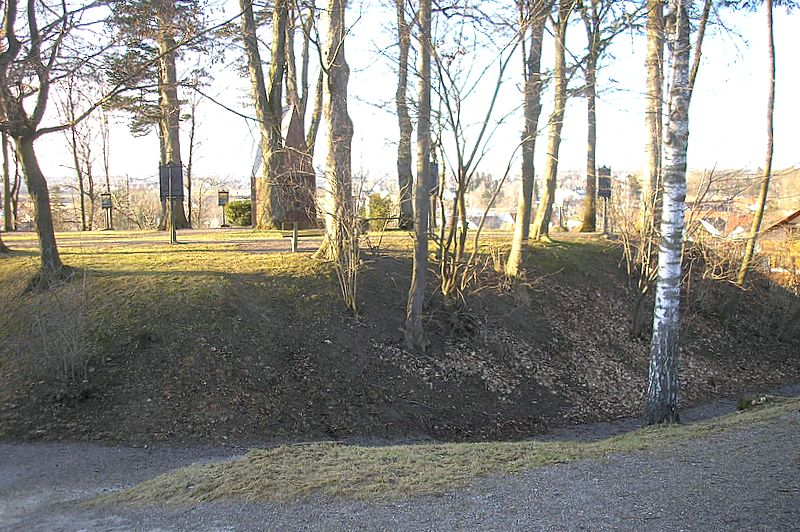
Die nördliche Vorburg mit dem Kreuzweg und dem Kriegerehrenmal
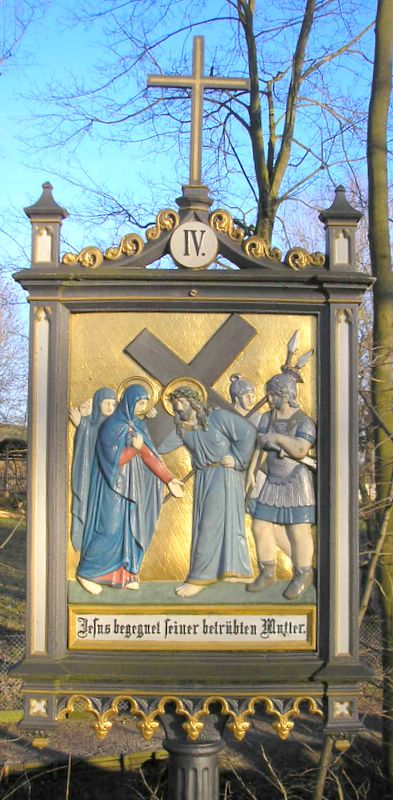
Gusseiserne Kreuzwegstation auf der Vorburg (1885)
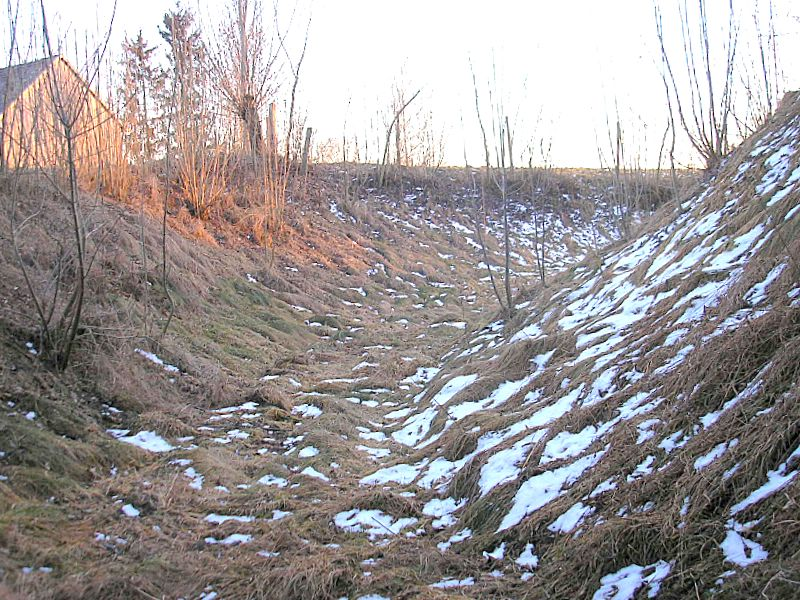
Blick nach Süden in den Graben des Turmhügels, Grabentiefe etwa zwei bis zweieinhalb Meter
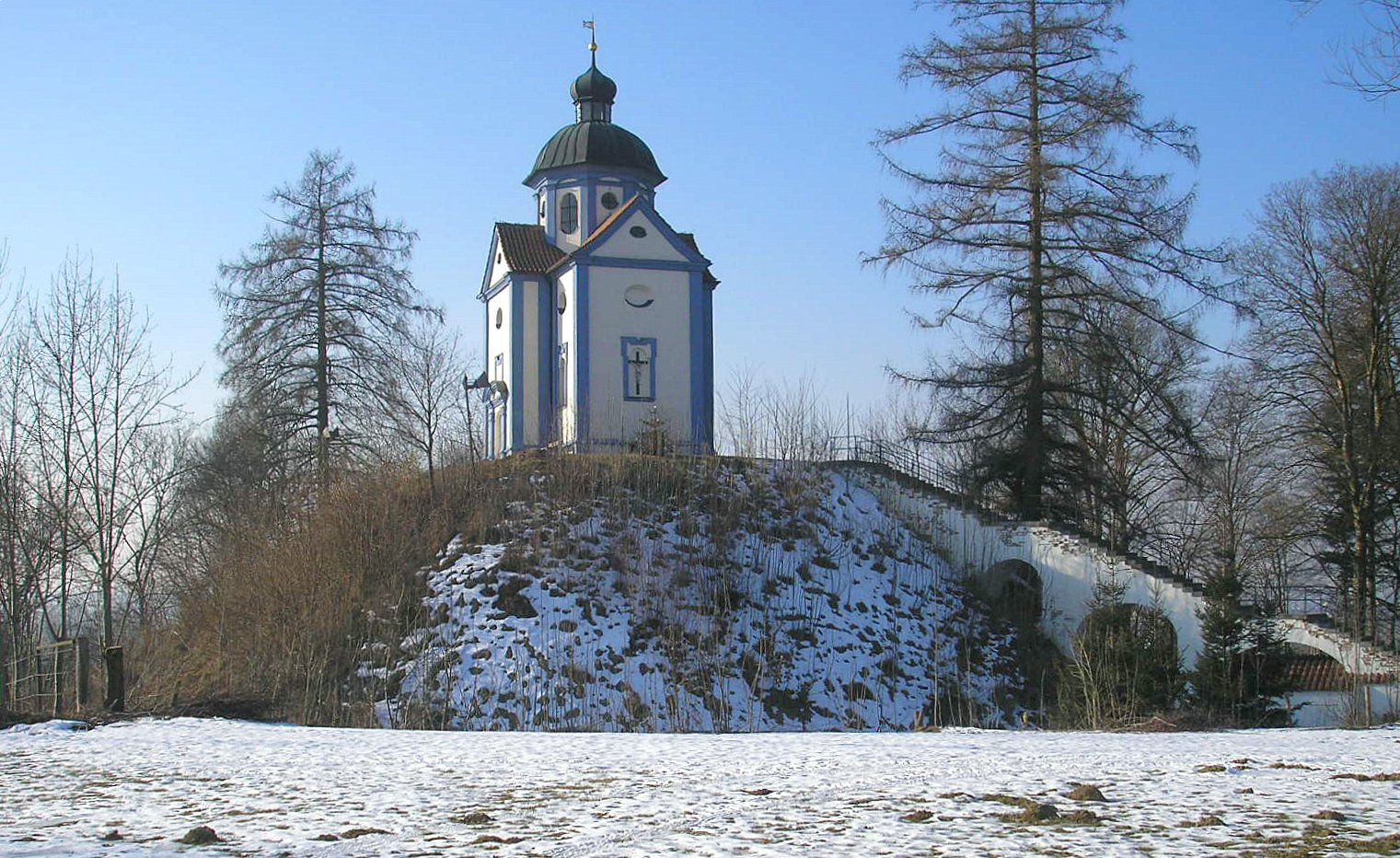
Die Hauptburg mit der Wallfahrtskapelle
Der Burgstall von Süden
Blick in die Kuppel der Kapelle
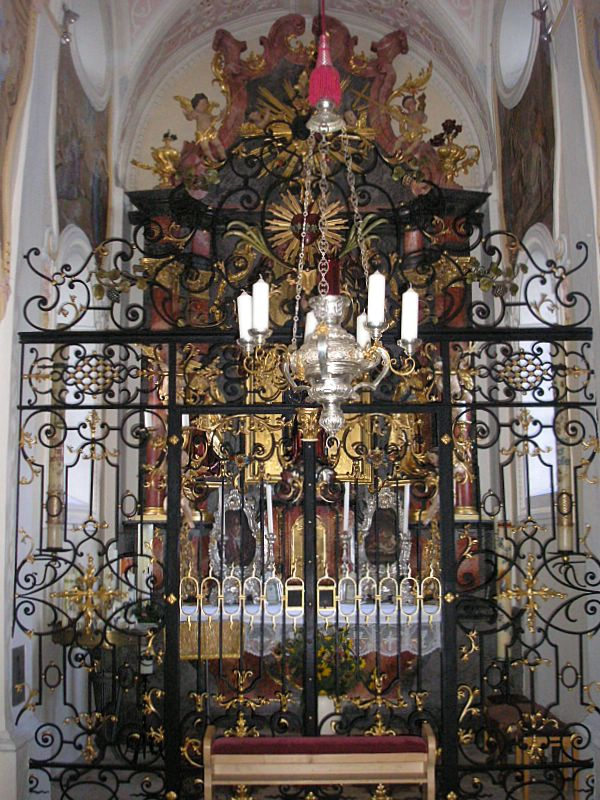
Gitter und Gnadenaltar
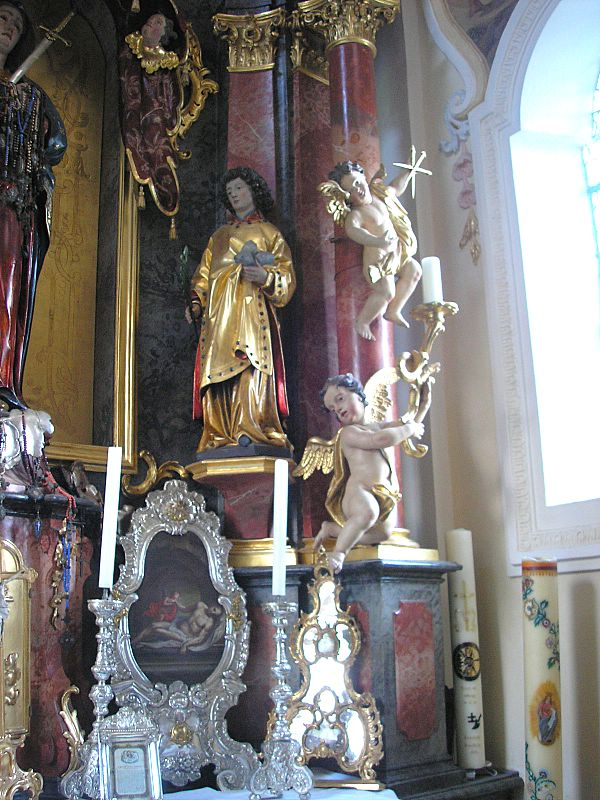
Der heilige Stephanus am Gnadenaltar